# Чарлз Райт
Чарлз Райт (англ. Charles Wright, ісп. Carlos Wright; 1811–1885) — американський мандрівник та збирач зразків рослин.

## Біографія
Чарлз Райт народився 29 жовтня 1811 року в місті Ветерсфілд в сім'ї Джеймса Райта та Мері Гудріч. Навчався в місцевій школі, у 1831 році вступив до Єльського університету. У 1835 році закінчив Університет, після чого деякий час займався навчанням на дому в сім'ї луїзіанського плантатора. У 1837 році переїхав до міста Саваль (Техас), де працював шкільним вчителем, у вільний час займаючись полюванням і колекціонуванням рослин Техасу. З 1844 Райт вів листування з відомим ботаніком Гарвардського університету Ейсою Греєм. У 1847 році Райт залишив викладання і переїхав до Остіна.
У 1849 році Райт вирушив в організовану для нього Греєм експедицію по долині Ріо-Гранде. Райт пройшов 673 милі і в кінці року переслав Грею зразки 1400 різних видів рослин, зібраних під час експедиції. Частину зразків кактусів Райт відправив Джорджу Енгельманну в Сент-Луїс.
У 1851–1852 роках Райт досліджував флору кордону Техасу та Мексики. У 1853 році він послідовно відвідав Мадейру, острови Зеленого Мису, мис Доброї Надії, Сідней, Гонконг, Японію, Берингову протоку, Каліфорнію та Нікарагуа, після чого повернувся у Ветерсфілд. З 1856 року впродовж 11 років Райт подорожував по Кубі. У 1868 році він став виконавчим директором гербарію Грея.
Свої останні дні Чарлз Райт прожив у Ветерсфілді разом зі своїми братами і сестрами, ніхто з яких не був одружений. 11 серпня 1885 року він помер.

## Названі на честь Ч. Райта
Іменем Чарлза Райта названа початкова школа в його рідному місті Ветерсфілд.
Рослини, названі на честь Райта:
- Carlowrightia A.Gray, 1878, nom. cons.
- Wrightiella Speg., 1923, nom. illeg. [≡ Leptodothis Theiss. & Syd., 1914]